# 津和野藩
津和野藩（日语：／ Tsuwano han */?）曾是日本江戶時代位於石見國津和野（島根縣鹿足郡津和野町）一帶的藩。藩廳位於津和野城。

## 歷史
藩祖是坂崎直盛（宇喜多詮家），由於他與支持西軍的宇喜多秀家不和，加入東軍，獲得3萬石領地。以津和野城為根據地。之後在大坂之陣中成功救出千姬，獲得戰功，增封至4萬3468石，但是事件餘波卻造成直盛自盡而斷絕。之後由龜井政矩繼承，成為4萬3千石的大名，直到明治時代為止由龜井統治。在廢藩置縣後立濱田縣，後成為島根縣的一部份。

## 歷代藩主

### 坂崎家
外樣　3万石→4万3468石　（1601年 - 1617年）
1. 直盛

### 龜井家
外樣　4万3千石　（1618年 - 1871年）
1. 政矩
2. 茲政
3. 茲親
4. 茲滿
5. 茲延
6. 茲胤
7. 矩貞
8. 矩賢
9. 茲尚
10. 茲方
11. 茲監